# 帰郷 (さだまさしのアルバム)
『帰郷』（ききょう）は、シンガーソングライターさだまさしの1986年10月19日発表の全曲新録音によるベスト・アルバム（セルフカバー・アルバム）である。

## 概要
さだまさしのソロ・デビュー10周年記念に制作されたアルバム。さだは『帰去来』から『自分症候群』に至るまで、毎年オリジナル・アルバムを発表しているが、1986年はこのアルバム制作に専念し、それを行わなかった。
各種ベスト・アルバムでワーナー所属時代に発表した楽曲を収録するときには、この2枚のアルバムのテイクかライブ・テイクが収録されることが多い。
このアルバムの続編として、1999年に『続帰郷』が発売された。これらのアルバムのコンセプトについて、ディレクターの八野行恭は『さだまさしベスト2〜通』の解説でこのように述べている。
イントロ、間奏、オブリガードなどの印象的なフレーズは残したままで再度アレンジし、演奏、歌を共に録音し直して、その時点で考えられる最高の形で残す—八野行恭、アルバム『さだまさしベスト2〜通』ブックレット「主人公」より

## 収録曲
1. 精霊流し [5:46]
グレープ時代の代表曲。オリジナル・キーの嬰ハ短調→嬰ニ短調からニ短調→嬰ニ短調へとキーが変更されている。間奏は吉田政美のギターで演奏されている。
2. 交響楽（シンフォニー） [4:29]
グレープのアルバム『せせらぎ』収録曲。比較的原曲に近いアレンジがされている。
3. 無縁坂 [4:31]
グレープ時代のヒット曲の一つ。アレンジは亀山社中のメンバーでもある信田かずおによる。
4. 縁切寺 [4:02]
グレープのアルバム『コミュニケーション』収録曲。
5. 掌 [4:16]
グレープのアルバム『せせらぎ』収録曲。
6. フレディもしくは三教街 ─ロシア租界にて─ [7:08]
グレープのアルバム『コミュニケーション』収録曲。デビュー35周年記念コンサートではこの曲がソロ時代の曲と誤解されるとさだは語る。
7. 僕にまかせてください [4:13]
クラフトに提供した曲。ライヴでのセルフ・カヴァーはあったが、スタジオ録音は初めて。
8. 関白宣言 [6:24]
さだの最大ヒット曲。
9. 案山子 [4:53]
さだ自身が大変気に入っている楽曲で、コンサートでも頻繁に採り上げている。
10. 秋桜 [4:28]
山口百恵に提供した曲。さだ自身もアルバム『私花集』で既にセルフ・カヴァーしていた。
11. 転宅 [5:33]
アルバム『帰去来』収録曲。
12. 主人公 [5:22]
アルバム『私花集』収録曲。さだの人気曲ファン投票では常に第1位である。

### 作詞・作曲・編曲
- 作詞または作詩[1]・作曲：さだまさし
- 下記以外編曲はすべて渡辺俊幸
  - 「精霊流し」:さだまさし
  - 「交響楽（シンフォニー）」「フレディもしくは三教街 ─ロシア租界にて─」:服部克久
  - 「無縁坂」「縁切寺」:信田かずお

### 主な参加ミュージシャン
- ギター：吉川忠英
- ピアノ：倉田信雄
- コーラス：EVE

他多数